# Rufinus (Empire byzantin)
Rufinus est un général byzantin actif au VIe siècle, sous les règnes d'Anastase Ier (491-518), Justin Ier et Justinien Ier (527-565).

## Biographie
D'origine grecque, il est le fils du général Silvanus et le frère de Timostratus, autre général. Selon Théophane le Confesseur, il épouse la fille de Jean le Scythe et est le père du consul Jean. Il apparaît dans les sources en 502, quand il est envoyé par Anastase auprès du shah Kavadh Ier, avec une importante somme d'argent pour le dissuader d'attaquer l'Empire byzantin. Quand Rufinus apprend que les Perses ont attaqué, il laisse l'argent à Césarée et rencontre Kavadh Ier à Amida, qui l'emprisonne jusqu'en janvier 503. 
Rufinus réapparaît en 515, quand il est nommé magister militum pour la Thrace, à la place du général Vitalien, entré en rébellion. Il est de nouveau mentionné en 525-526 comme Magister militum per Orientum pour l'Orient et le futur empereur Justinien l'envoie à nouveau auprès de Kavadh Ier pour discuter des conditions dans lesquelles Justinien pourrait adopter le fils du Chah, le futur Khosro Ier, sans résultats. En 530, Rufinus repart négocier auprès des Perses mais reste à Dara jusqu'à la victoire byzantine aux environs de cette cité, en juillet 531. C'est seulement après qu'il rencontre les Perses avec d'autres émissaires, pour discuter des conditions de la paix. Dans l'intervalle, la mort de Kavadh impose un nouvel interlocuteur mais la paix n'aboutit pas. Dès octobre, il est missionné à propos d'une invasion des Sabires depuis le Caucase et envoie le général Dorotheus pour y faire face.
En 530, Rufinus semble toujours occuper la fonction de maître des milices, sans que la région concernée soit connue. Il est aussi patrice, peut-être depuis 525 ou 526. La même année, dans le contexte de la guerre d'Ibérie avec les Perses, Justinien l'envoie avec Hermogène comme ambassadeur auprès du shah. Toutefois, ce dernier leur intime l'ordre de ne pas se rendre au-delà de Hiérapolis. Selon Jean Malalas, les Perses les empêchent de dépasser Dara et Rufinus est mentionné dans une lettre du général Bélisaire adressée à un commandant perse juste avant la bataille de Dara. Il l'évoque comme l'émissaire byzantin chargé des négociations de paix. La bataille, qui est une victoire byzantine, permet à Rufinus de se rendre à la cour sassanide où il arrive en août. Selon Procope de Césarée, il aurait prononcé le discours suivant.

## Sources
- (de) Christoph Begass, Die Senatsaristokratie des oströmischen Reiches, ca. 457-518, Munich, 2018 (ISBN 978-3-406-71632-4)
- (en) Martindale, Jones et Morris, The Prosopography of the Later Roman Empire- Volume II, AD 395–527, Cambridge University Press, 1980, 1342 p. (ISBN 978-0-521-20159-9, lire en ligne).
- Vincent Puech, « Élites urbaines et élites impériales sous Zénon (474-491) et Anastase (474-518) », Topoi, vol. 15/1,‎ 2007, p. 379-396 (lire en ligne).
- Vincent Puech, Les Élites de cour de Constantinople (450-610), Ausonius éditions, coll. « Scripta Antiqua 155 », 2022